# Nations FC
Der Nations Football Club ist ein 1996 gegründeter ghanaischer Fußballverein. Beheimatet ist der Verein in Kumasi in der Ashanti Region. Aktuell spielt der Verein in der ersten Liga des Landes, der Ghana Premier League.

## Erfolge
- Division One League: 2022/23 (Zone 2)  ▲

## Stadion
Der Verein trägt seine Heimspiele im Abrankese Stadium, auch bekannt als Dr. Kwame Kyei Sports Complex, in Kumasi aus. Das Stadion hat ein Fassungsvermögen von 20.000 Personen.

## Trainerchronik
| Trainer       | Nation | von          | bis |
| ------------- | ------ | ------------ | --- |
| Kassim Mingle | Ghana  | 1. Juli 2023 |     |